# Carey Mulligan

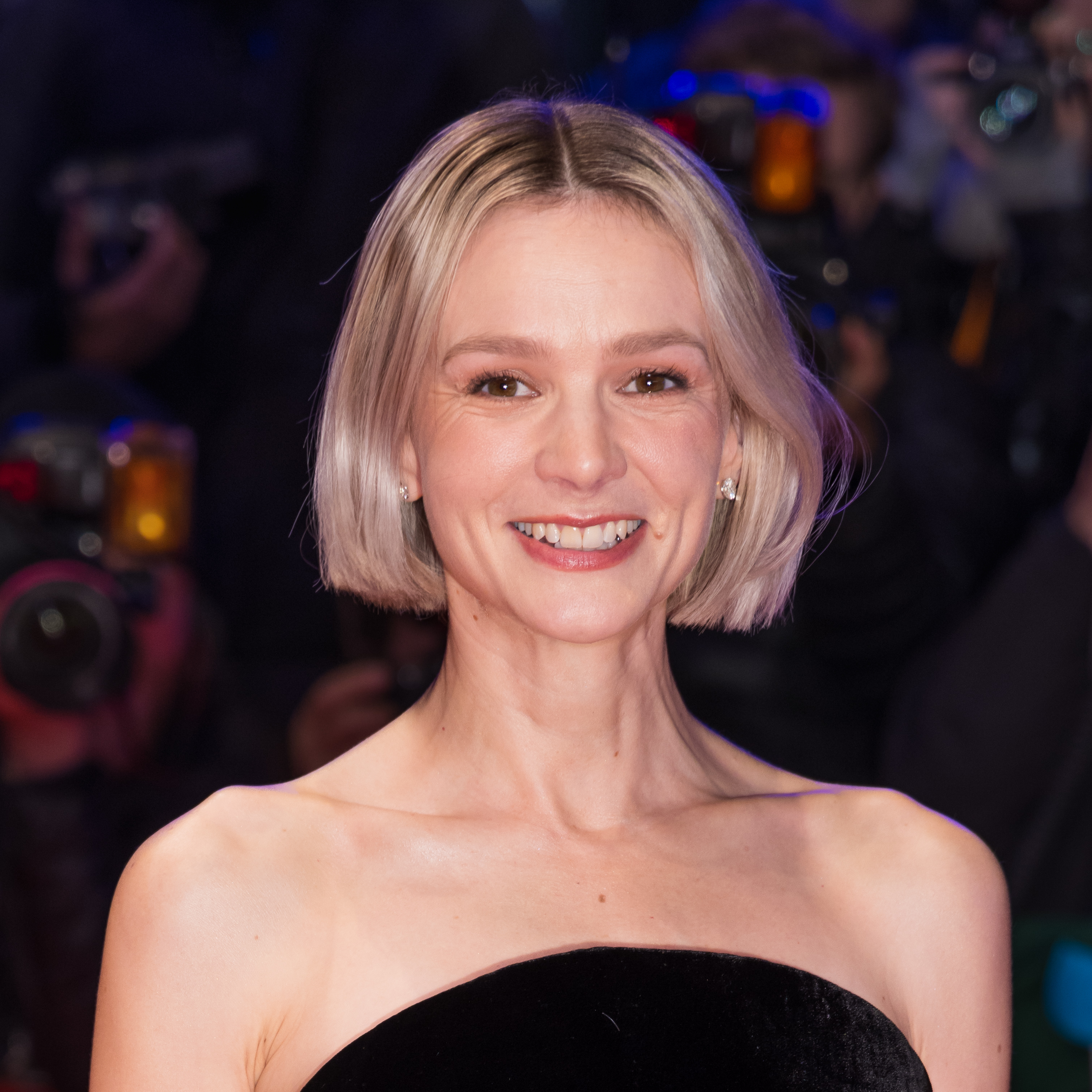
Carey Mulligan (2024)

Carey Hannah Mulligan (* 28. Mai 1985 in London) ist eine britische Schauspielerin.

## Privatleben
Carey Mulligan wurde in Westminster als Tochter eines englischen Hotelmanagers und einer walisischen Collegedozentin geboren. Als Carey drei Jahre alt war, zog ihre Familie nach Deutschland, wo sich ihr Vater um den europäischen Zweig einer internationalen Hotelkette kümmerte. Die Familie blieb fünf Jahre in Deutschland. Aus dieser Zeit, in der sie und ihr älterer Bruder Owen die International School of Düsseldorf (ISD) besuchten, stammen ihre recht guten Deutschkenntnisse. Carey Mulligan lebte insgesamt acht Jahre nur in teuren Hotels und entwickelte sich nach eigenen Angaben zu einem schüchternen Mädchen, das bis zum Alter von 15 eher jungenhaft wirkte. Zurück in England besuchte sie die Woldingham School.
Während der Dreharbeiten von Wall Street: Geld schläft nicht begann Mulligan eine Beziehung mit dem Schauspielerkollegen Shia LaBeouf, die sie jedoch beide im Oktober 2010 beendeten. Im Juli 2011 verlobte sie sich mit Marcus Mumford, dem Frontmann und Namensgeber der britischen Folkrockband Mumford & Sons. Die beiden heirateten im April 2012 und bekamen im September 2015 eine Tochter. Im September 2017 bekamen sie einen Sohn,  das dritte gemeinsame Kind kam 2023 zur Welt.

## Karriere
Nachdem sie im Abschlussjahr an der Woldingham School in einer Inszenierung von Sweet Charity mitgespielt hatte, beschloss sie, Schauspielerin zu werden.
Ihre erste Filmrolle bekam sie in der 2005 gedrehten Romanverfilmung Stolz und Vorurteil (Original: Pride & Prejudice) nach Jane Austen, in der sie die Kitty Bennet verkörperte. Danach wirkte sie als Theaterschauspielerin am Londoner Royal Court Theatre. In zahlreichen britischen TV-Produktionen trat sie in Gastrollen auf, so in Waking the Dead – Im Auftrag der Toten, Bleak House und Doctor Who.
2009 wurde Mulligan für ihre Leistung in Lone Scherfigs Spielfilm An Education mit dem Preis des National Board of Review ausgezeichnet. In diesem Drama schlüpfte sie in die Rolle einer Schülerin aus der Londoner Vorstadt, die zu Beginn der Sechzigerjahre in das kulturelle Leben der britischen Hauptstadt eingeführt wird und ihre Zukunftspläne neu zu überdenken beginnt. Sie erhielt für diese Rolle unter anderem den BAFTA Award sowie eine Golden-Globe- und Oscar-Nominierung.
In dem von Regisseur Oliver Stone 2009 gedrehten Fortsetzungsfilm Wall Street: Geld schläft nicht verkörpert Carey Mulligan in der weiblichen Hauptrolle die Tochter des von Michael Douglas verkörperten Gordon Gekko. Im Film Drive von Nicolas Winding Refn spielte sie die weibliche Hauptrolle neben Ryan Gosling, wofür sie für den BAFTA-Award als beste Nebendarstellerin nominiert wurde. Im September 2011 begann sie unter der Regie von Baz Luhrmann mit den Dreharbeiten zu einer 3D-Neuverfilmung von Der große Gatsby nach dem Roman von F. Scott Fitzgerald.
Dem folgte die Arbeit an Inside Llewyn Davis unter Regie von Ethan und Joel Coen. Im Jahr 2015 spielte sie in Suffragette – Taten statt Worte die Hauptrolle der Maud Watts.
Im Jahr 2020 konnte Mulligan mit der Hauptrolle in Emerald Fennells satirisch angelegtem Rache-Thriller Promising Young Woman an frühere Erfolge anknüpfen. Der Part der Cassie brachte ihr 2021 Nominierungen für den Oscar, Golden Globe Award und British Academy Film Award ein. In Maria Schraders Film She Said (2022) verkörperte sie die Journalistin Megan Twohey. Am 6. Dezember 2023 kam Bradley Coopers Filmbiografie Maestro über Leonard Bernstein in die deutschen Kinos, in der sie dessen Ehefrau Felicia Montealegre darstellt. Ihre Leistung wurde unter anderem mit Nominierungen für den Golden Globe Award und Oscar honoriert.

## Filmografie (Auswahl)

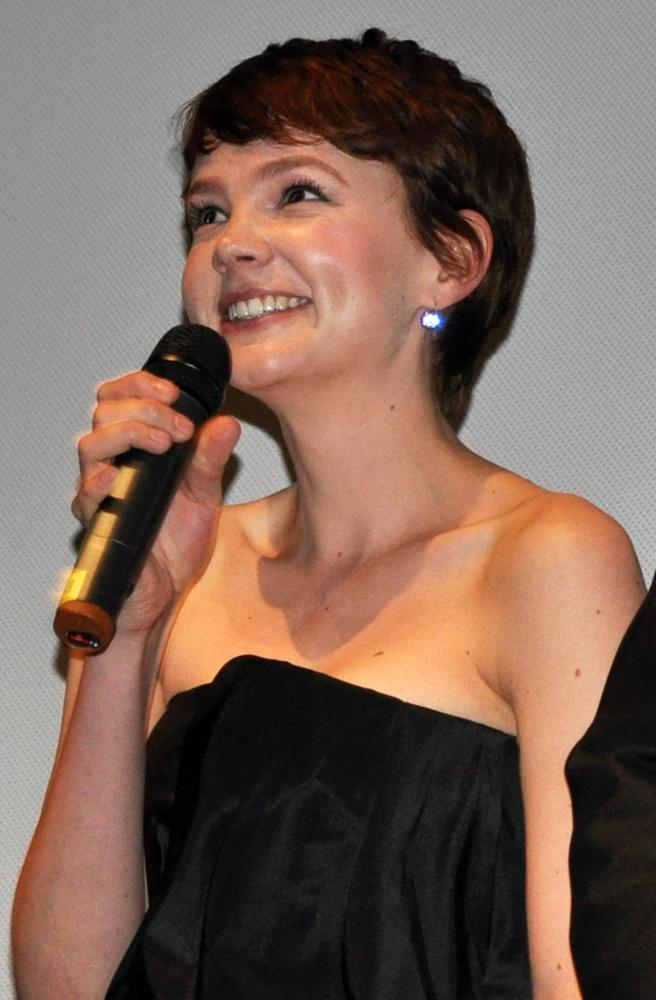
Carey Mulligan beim Toronto International Film Festival 2009

- 2005: Stolz und Vorurteil (Pride & Prejudice)
- 2005: Bleak House (Fernsehserie, 15 Folgen)
- 2006: Agatha Christie’s Marple – The Sittaford Mystery (Fernsehfilm)
- 2006: The Amazing Mrs Pritchard (Fernsehserie, 6 Folgen)
- 2006: Trial & Retribution: Sins Of The Father
- 2007: Jane Austen’s Northanger Abbey
- 2007: Die Zeit, die uns noch bleibt (And When Did You Last See Your Father?)
- 2007: Doctor Who (Fernsehserie, Folge 3x10 Nicht blinzeln)
- 2007: My Boy Jack
- 2007: Waking the Dead – Im Auftrag der Toten (Waking the Dead, Fernsehserie, 2 Episoden)
- 2009: Zeit der Trauer (The Greatest)
- 2009: An Education
- 2009: Public Enemies
- 2009: Brothers
- 2010: Wall Street: Geld schläft nicht (Wall Street: Money Never Sleeps)
- 2010: Alles, was wir geben mussten (Never Let Me Go)
- 2011: Drive
- 2011: Shame
- 2013: Der große Gatsby (The Great Gatsby)
- 2013: Inside Llewyn Davis
- 2015: Am grünen Rand der Welt (Far from the Madding Crowd)
- 2015: Suffragette – Taten statt Worte (Suffragette)
- 2017: Mudbound
- 2018: Wildlife
- 2018: Collateral (Miniserie, 4 Episoden)
- 2020: Promising Young Woman
- 2021: Die Ausgrabung (The Dig)
- 2022: She Said
- 2022: I Hear Fear (Podcast-serie)
- 2023: The Foxes of Hydesville
- 2023: Saltburn
- 2023: Maestro
- 2024: Spaceman: Eine kurze Geschichte der böhmischen Raumfahrt (Spaceman)
- 2025: The Ballad of Wallis Island

## Auszeichnungen und Nominierungen
| Jahr | Organisation                    | Kategorie                                                   | Film                   | Resultat  |
| ---- | ------------------------------- | ----------------------------------------------------------- | ---------------------- | --------- |
| 2007 | Ian Charleson Awards            | Lobende Erwähnung                                           | The Seagull            | Gewonnen  |
| 2008 | Drama Desk Awards               | Beste Hauptdarstellerin in einem Stück                      | The Seagull            | Nominiert |
| 2009 | BAFTA                           | Beste Hauptdarstellerin                                     | An Education           | Gewonnen  |
| 2009 | National Board of Review        | Beste Hauptdarstellerin                                     | An Education           | Gewonnen  |
| 2009 | British Independent Film Awards | Beste Hauptdarstellerin in einem britischen Independentfilm | An Education           | Gewonnen  |
| 2009 | Oscar                           | Beste Hauptdarstellerin                                     | An Education           | Nominiert |
| 2009 | Critics’ Choice Movie Awards    | Beste Hauptdarstellerin                                     | An Education           | Nominiert |
| 2009 | Golden Globe Awards             | Beste Hauptdarstellerin (Drama)                             | An Education           | Nominiert |
| 2009 | Screen Actors Guild             | Beste Hauptdarstellerin                                     | An Education           | Nominiert |
| 2009 | Screen Actors Guild Award       | Bestes Ensemble                                             | An Education           | Nominiert |
| 2010 | British Independent Film Awards | Beste Hauptdarstellerin in einem britischen Independentfilm | Never Let Me Go        | Gewonnen  |
| 2010 | Saturn Awards                   | Beste Hauptdarstellerin                                     | Never Let Me Go        | Nominiert |
| 2011 | BAFTA                           | Beste Nebendarstellerin                                     | Drive                  | Nominiert |
| 2011 | British Independent Film Awards | Beste Nebendarstellerin                                     | Shame                  | Nominiert |
| 2011 | Critics’ Choice Movie Awards    | Beste Nebendarstellerin                                     | Shame                  | Nominiert |
| 2012 | Drama Desk Awards               | Beste Hauptdarstellerin in einem Stück                      | Through a Glass Darkly | Nominiert |
| 2015 | Drama Desk Awards               | Beste Hauptdarstellerin in einem Stück                      | Skylight               | Nominiert |
| 2015 | Drama League Awards             | Beste Hauptdarstellerin in einem Stück                      | Skylight               | Nominiert |
| 2015 | Tony Awards                     | Beste Hauptdarstellerin in einem Stück                      | Skylight               | Nominiert |
| 2015 | British Independent Film Awards | Beste Hauptdarstellerin in einem britischen Independentfilm | Suffragette            | Nominiert |
| 2015 | Hollywood Film Awards           | Beste Hauptdarstellerin des Jahres                          | Suffragette            | Gewonnen  |
| 2015 | Satellite Award                 | Beste Hauptdarstellerin                                     | Suffragette            | Nominiert |
| 2015 | Women Film Critics Circle       | Beste Hauptdarstellerin                                     | Suffragette            | Gewonnen  |
| 2018 | Evening Standard Theatre Awards | The Natasha Richardson Award for Best Actress               | Girls & Boys           | Nominiert |
| 2021 | British Academy Film Awards     | Beste Hauptdarstellerin                                     | Promising Young Woman  | Nominiert |
| 2021 | Golden Globe Awards             | Beste Hauptdarstellerin – Drama                             | Promising Young Woman  | Nominiert |
| 2021 | Oscar                           | Beste Hauptdarstellerin                                     | Promising Young Woman  | Nominiert |
| 2023 | Golden Globe Awards             | Beste Nebendarstellerin                                     | She Said               | Nominiert |
| 2024 | Golden Globe Award              | Beste Hauptdarstellerin – Drama                             | Maestro                | Nominiert |
| 2024 | Oscar                           | Beste Hauptdarstellerin                                     | Maestro                | Nominiert |